# Teenage Snuff Film
Teenage Snuff Film — дебютный студийный альбом австралийского музыканта, гитариста и композитора Роланда С. Говарда, изданный в 1999 году.

## Об альбоме
В записи участвовал товарищ Роланда по группе The Birthday Party мультиинструменталист Мик Харви и басист группы Beasts of Bourbon Брайан Хупер. Альбом состоит из восьми оригинальных песен и двух каверов: «White Wedding» (оригинал — Билли Айдол) и «She Cried» (оригинал — The Shangri-Las под заглавием «He Cried»). Запись проходила в студиях Birdland Studios и Sing Sing Recording Studios в штате Виктория в Австралии. Альбом был высоко оценён за его тёмное драматическое звучание.

## Список композиций
| №   | Название                  | Автор(ы)                       | Длительность |
| --- | ------------------------- | ------------------------------ | ------------ |
| 1.  | «Dead Radio»              | Роланд С. Говард               | 5:39         |
| 2.  | «Breakdown (And Then...)» | Роланд С. Говард               | 6:25         |
| 3.  | «She Cried»               | Грэг Ричардс, Тэд Дэрилл       | 4:58         |
| 4.  | «I Burnt Your Clothes»    | Роланд С. Говард               | 4:13         |
| 5.  | «Exit Everything»         | Роланд С. Говард, Брайан Хупер | 7:34         |
| 6.  | «Silver Chain»            | Женевьева МакГаккин            | 4:37         |
| 7.  | «White Wedding»           | Билли Айдол                    | 2:54         |
| 8.  | «Undone»                  | Роланд С. Говард               | 6:55         |
| 9.  | «Autoluminescent»         | Роланд С. Говард               | 3:26         |
| 10. | «Sleep Alone»             | Роланд С. Говард, Брайан Хупер | 7:39         |

## Участники записи
- Роланд С. Говард — вокал, гитара
- Мик Харви — ритм-гитара, барабаны, орган
- Брайан Хупер — бас-гитара